# Pivovar (Terezín)
Městský pivovar v Terezíně byl uveden do provozu roku 1787 výroba byla zastavena po vysídlení civilního obyvatelstva města roku 1942. V 19. a počátkem 20. století byl modernizován. Od zastavení výroby funguje jako skladiště.

## Historie
Pivovar byl jako první městský podnik v Terezíně postaven v polovině 80. let 18. století. Výrobu zahájil roku 1787. V průběhu 19. a počátku 20. století se vyvinul v průmyslový pivovar, komín jeho kotelny po zrušení pevnostní funkce města jako jediný objekt kromě kostelní věže významně převýšil linii hradeb. Výroba byla zastavena po vysídlení civilních obyvatel města roku 1942, od té doby slouží jako skladiště.
Maximální výstav dosahoval 23 000 hl piva ročně.
V bývalém pivovaru v období druhé světové války byla zřízena dezinfekční stanice, sprchy a prádelna. Část sloužila k ubytování vězňů.
Provoz byl v majetku obce do roku 1948, zároveň byl pronajímán. Památkově chráněno od 16. listopadu 1995.